# Муфаса: Цар лъв
„Муфаса: Цар лъв“ (на английски: Mufasa: The Lion King) е американска компютърна анимация и музикална драма от 2024 г., който е предистория и продължение на римейка на „Цар лъв“ (2019), базиран на оригиналния филм през 1994 г. Режисьор е Бари Дженкинс, а сценарият е на Джеф Нейтънсън. Доналд Глоувър, Сет Роугън, Били Айкнър, Джон Кани и Бионсе Ноулс-Картър се завръщат в ролите си от първия филм, а новия състав се състои от Арън Пиер, Калвин Харисън младши, Тифани Бун, Мадс Микелсен, Танди Нютън, Лени Джеймс и Блу Айви Картър във филмовия й дебют.
Филмът се посвещава в памет на Джеймс Ърл Джоунс, оригиналния глас на Муфаса в оригиналния филм от 1994 г. и римейк от 2019 г., който почина на 9 септември 2024 г.
Премиерата на филма се състои в Долби Тиътър, Лос Анджелис на 9 декември 2024 г. и излиза по кината в Съединените щати на 20 декември 2024 г. от „Уолт Дисни Студиос Моушън Пикчърс“.

## Сюжет
В Лъвските земи на Танзания след събитията на „Цар лъв“ през 2019 г., мандрилът Рафики разказва историята на два лъва, Муфаса и Така, за Киара - внучката на Муфаса, и дъщеря на Симба и Нала. Историята проследява сиракът Муфаса, който се сприятелява с младия принц Така и е осиновен от неговото семейство, и двамата стават побратими.

## Актьорски състав
- Арън Пиер – Муфаса[15]
  - Брейлин Ранкинс – малкият Муфаса
- Келвин Харисън младши – Така/Скар, доведен брат на Муфаса[15]
  - Тио Сомолу – малкият Така
- Джон Кани – Рафики[15]
  - Кагисо Ледига – младият Рафики
- Били Айкнър – Тимон[15]
- Сет Роугън – Пумба[15]
- Тифани Бун – Сараби
- Доналд Глоувър – Симба, синът на Муфаса и Сараби, баща на Киара, племенник на Така и цар на Лъвските земи
- Мадс Микелсен – Кирос
- Танди Нютън – Еше, майка на Така и осиновената майка на Муфаса
- Лени Джеймс – Обаси, баща на Така и осиновения баща на Муфаса
- Блу Айви Роуз – Киара, дъщеря на Симба и Нала, внучка на Муфаса и Сараби[16]
- Бионсе Ноулс-Картър – Нала, съпруга на Симба и майка на Киара, царица на Лъвските земи.[16]
- Престън Найман – Зазу
- Аника Нони Роуз – Афия, майка на Муфаса
- Кийт Дейвид – Масего, баща на Муфаса
- Джоана Джоунс – Акуа, бяла лъвица, член на Външноземците и сестра на Кирос.
- Фолаке Оловофоеку – Амара, друга бяла лъвица на Външноземците и втора сестра на Кирос.
- Тусо Мбеду – Джуния, бабун, която е приятел на Рафики.
- Шийла Атим – Аджари, жираф
- Абдул Салис – Чигару, чичо на Така, осиновен чичо на Муфаса, брат на Обаси, и член на прайда на Обаси.
- Дерик Л. Макмилиън – Моси, кафърски бивол
- Маестро Харел – Инаки
- Ей Джей Бекълс – Азибо
- Дейвид С. Лий – Мобо
- Доминик Дженингс – Сарафина, майка на Нала и приятелка на Сараби.

## Кастинг
През август 2021 г. Арън Пиер и Келвин Харисън младши са добавени съответно в актьорския състав като гласовете на младите Муфаса и неговият брат Скар. През септември 2022 г. е обявено, че Сет Роугън, Били Айкнър и Джон Кани се завръщат в съответните си роли като Тимон, Пумба и Рафики.
През април 2024 г. Бионсе Ноулс-Картър и Доналд Глоувър се завръщат в съответните си роли като Симба и Нала, а Блу Айви Картър, Тифани Бун (заместваща Алфре Удард), Кагисо Ледига, Престън Найман, Мадс Микелсен, Танди Нютън, Лени Джеймс, Аника Нони Роуз, Кийт Дейвид, Брейлин Ранкинс, Тио Сомолу, Фолаке Оловофоеку, Джоана Джоунс, Тусо Мбеду, Шийла Атим, Абдул Салис и Доминик Дженингс са обявени като новите попълнения в състава.

## Музика
През юни 2022 г. Никълъс Бритъл е нает като композитор за саундтрака на филма, след като преди е сътрудничил с Дженкинс в различните проекти. През септември 2022 г., е обявено, че Ханс Цимер и Фарел Уилямс ще се завръщат за филма, и през април 2024 г., е обявено, че Лин-Мануел Миранда ще напише песните за филма.

## Маркетинг
Първият тийзър трейлър и официален тийзър плакат за филма излиза на 29 април 2024 г. Вторият трейлър излиза на 10 август 2024 г.

## Премиера
Премиерата на филма се проведе в „Долби Тиътър“, Лос Анджелис на 9 декември 2024 г., и излиза на 20 декември, като преди това е насрочен за 5 юли, но е отменен заради стачката SAG-AFTRA през 2023 г.

## В България
В България филмът излиза по кината на същата дата от „Форум Филм България“ с дублирана и субтитрирана версия във формати 2D и 3D.

### Синхронен дублаж
| Роля           | Изпълнител |
| -------------- | --- |
| Муфаса         | Михаил Сървански |
| Така           | Калоян Николов |
| Сараби         | Волена Апостолова |
| Младият Рафики | Константин Икономов |
| Зазу           | Константин Каракостов |
| Киара          | Алина Георгиева |
| Рафики         | Здравко Димитров |
| Кирос          | Александър Митрев |
| Пумба          | Георги Спасов |
| Тимон          | Георги Стоянов |
| Еше            | Петя Абаджиева |
| Обаси          | Добрин Досев |
| Афия           | Надежда Панайотова |
| Масего         | Атанас Сребрев |
| Малкият Муфаса | Андрей Манов (диалог) Максим Ялнъзов (вокал) |
| Малкият Така   | Стефан Койчинов |
| Симба          | Димитър Ангелов |
| Нала           | Кръстина Кокорска – Криста |
| Акуа           | Цветослава Симеонова |
| Джуния         | Мина Костова |
| Чигару         | Анатолий Божинов |
| Други гласове  | Боряна Йорданова Валентина Димитрова Калоян Георгиев Надежда Георгиева Николай Тодоров Пламен Цветанов Стефан Врачев Теодор Койчинов Ясен Зердев |

| Песен                    | Изпълнител                                                                                  |
| ------------------------ | ------------------------------------------------------------------------------------------- |
| Милеле                   | Надежда Панайотова Атанас Сребрев                                                           |
| Как си мечтаех за братче | Максим Ялнъзов Стефан Койчинов Михаил Сървански Калоян Николов                              |
| Чао Чао                  | Александър Митрев                                                                           |
| Неразделни               | Михаил Сървански Калоян Николов Волена Апостолова Константин Икономов Константин Каракостов |
| Знам, че си ти           | Михаил Сървански Волена Апостолова                                                          |
| Братът предател          | Калоян Николов                                                                              |

| Обработка                                    | Александра Аудио                                         |
| -------------------------------------------- | -------------------------------------------------------- |
| Режисьор на дублажа                          | Василка Сугарева                                         |
| Преводач                                     | Милена Кекеманова                                        |
| Музикален режисьорБългарски текст на песните | Десислава Софранова                                      |
| Тонрежисьори на записа                       | Петър Костов Пламен Чернев Ралица Христова Мартин Станев |
| Микс студио                                  | Шепъртън Интернешънъл                                    |
| Творчески директори                          | Венета Янкова Доминика Котарба                           |
| Продуцент на българската версия              | Дисни Керъктър Войсъс Интърнешънъл                       |